# Phil Howard
Phil Howard este un baterist australian de jazz cel mai cunoscut pentru scurta activitate cu trupa de jazz-rock Soft Machine. Howard a ajuns în Londra venind din Australia în 1969 și s-a alăturat formației Caparius condusă de saxofonistul Clive Stevens, alături de chitaristul Peter Martin și basistul Neville Whitehead. Componența finală a grupului din 1971 l-a găsit pe Martin înlocuit cu viitorul chitarist/lider al trupei Isotope, Gary Boyle și pianistul Dave MacRae.